# ريو فورتونا
ريو فورتونا بلدية في ولاية سانتا كاتارينا في المنطقة الجنوبية من البرازيل.